# 兵农合一

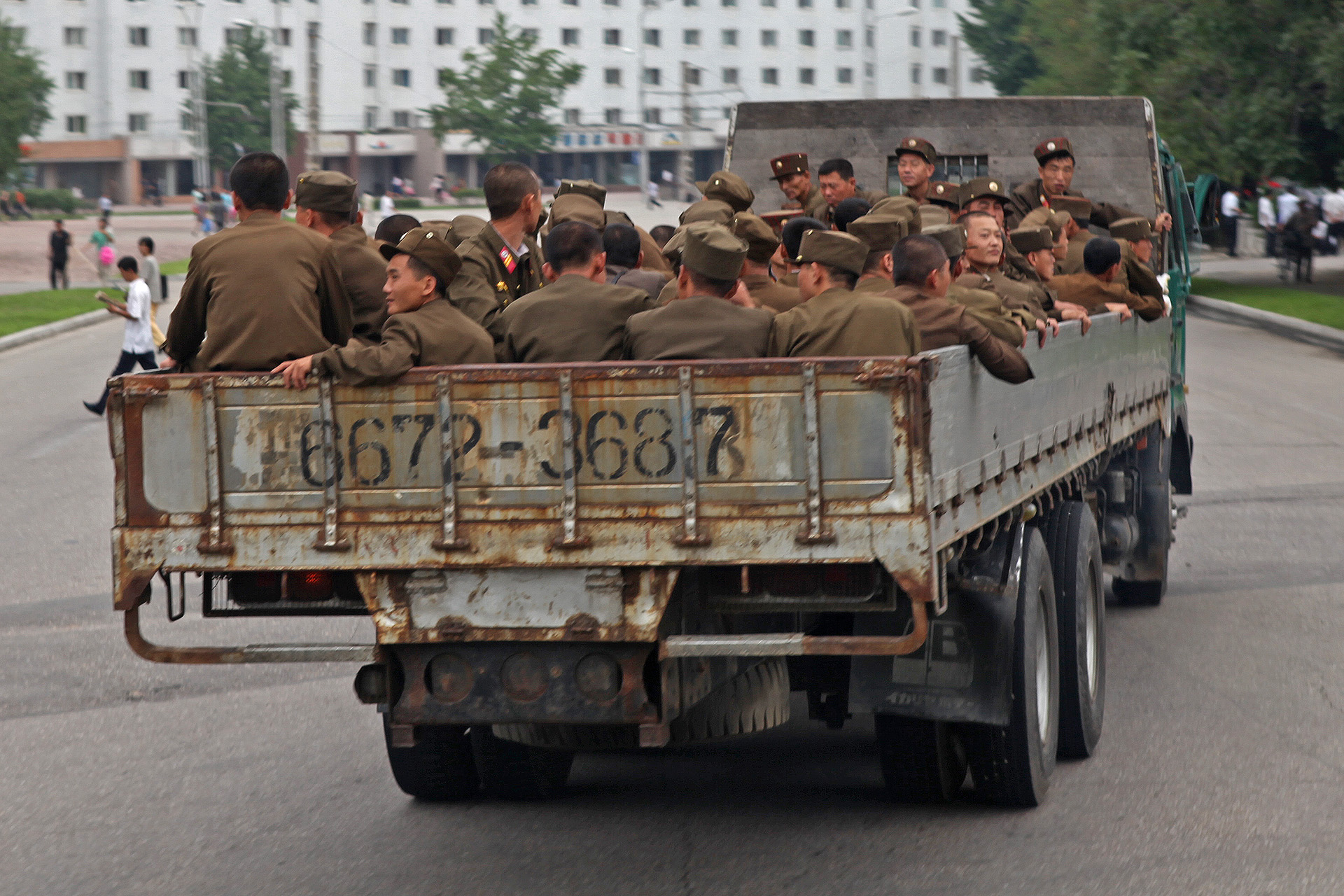
現代朝鮮工農赤衛軍

兵农合一是由村社居民行政组织与军队的军事制度相结合的产物，是直到近代建立常备军制度为止的古代世界推行的主要兵役制度。

## 制度
由国家推行的授田制。授田制下的每一士兵（成年男子）身份的村社社员都得到一块由国家分配的足以维持自己和家属生活的份地，并义务为国家负担兵役。特点是服役人员平时散在村社为农，战时临时征集为兵。散在为民时，兵器收归国家统一保管，国家临时征兵时发授武器，与职业常备军明显不同。

## 代表
- 古罗马份地。
- 三國時代的屯田制。
- 中国隋唐府兵制。
- 中世纪欧洲和日本的庄园制。
- 台灣史上明鄭時期的屯田制。
- 女真、滿清的八旗佐领
- 日本戰國時期長宗我部氏的一領具足